# (9586) 1990 SG11
A (9586) 1990 SG11 a Naprendszer kisbolygóövében található aszteroida. Henry Holt fedezte fel 1990. szeptember 16-án.